# カベバシリ
カベバシリ（壁走、学名：Tichodroma muraria）は、鳥類の一種。

## 生息分布

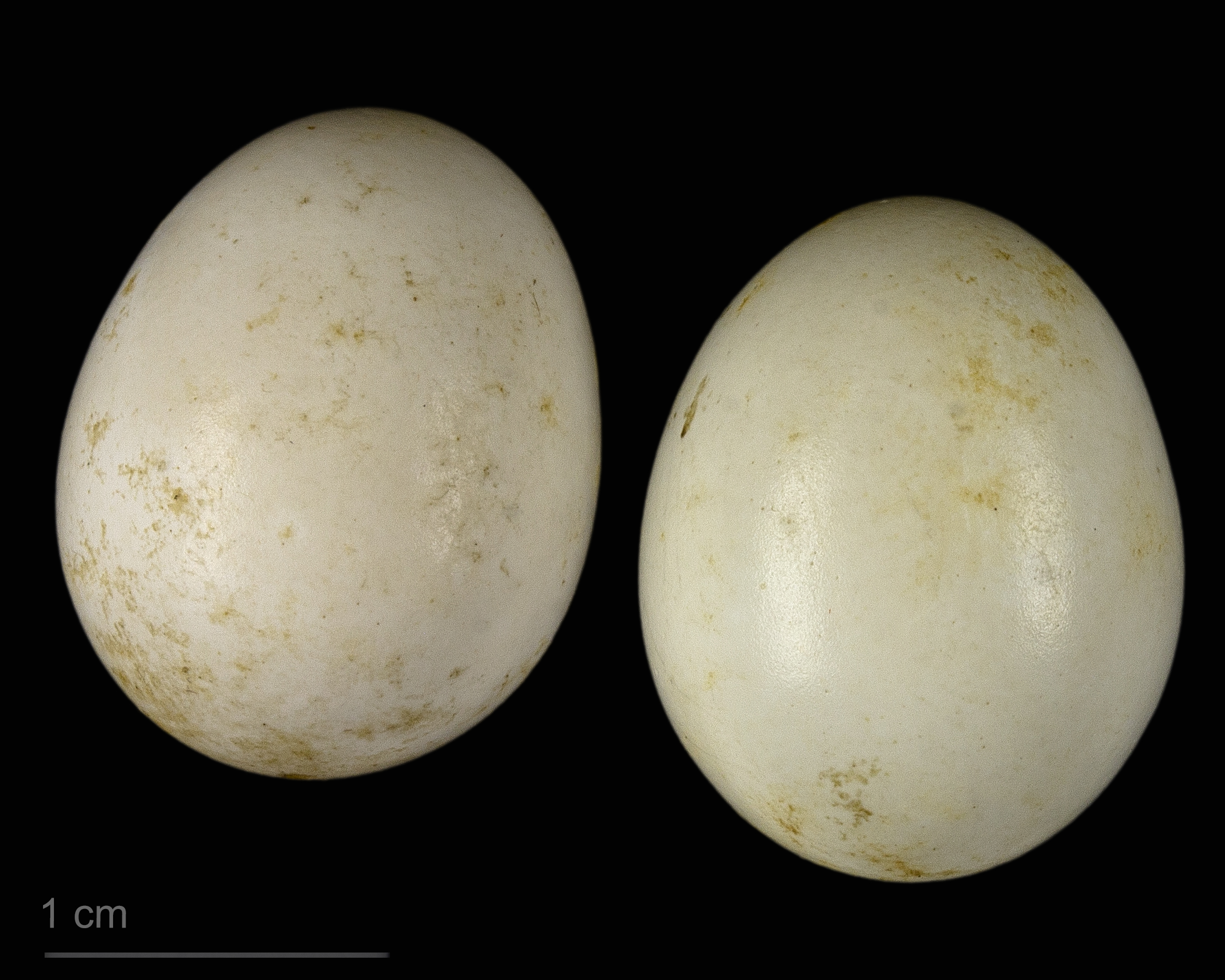
Tichodroma muraria

高山